# Annona muricata
Annona muricata L., 1753 è una pianta appartenente alla famiglia delle Annonacee che produce un frutto comunemente chiamato graviola, guanàbana, corasòl o corossole.

## Descrizione
L'albero raggiunge un'altezza di 8-12 metri ed è poco ramificato. I fiori sono oblunghi e hanno tre sepali e tre petali di colore verde e giallo.
La graviola è lunga 20–30 cm con buccia sottile color verde scuro e con aculei morbidi, il cui peso può arrivare a 2,5 kg. Internamente è bianca, morbida, succosa e molto dolce.

## Distribuzione e habitat
È un albero strettamente tropicale originario delle basse terre umide dei Caraibi che può spingersi fino ai 1.500 metri di quota s.l.m. solo all'equatore, mentre alle latitudini tropicali non va oltre i 500 m. In Florida sopravvive solo all'estremo sud, protetto dai venti settentrionali. La pianta dà segni di sofferenza già a 5 °C, si defoglia a 2 °C e muore a 0 °C.
Probabilmente originaria delle Antille, Annona muricata era già diffusa lungo tutta la fascia tropicale americana durante l'insediamento dei primi coloni spagnoli.  Presente anche in Asia meridionale, in Madagascar e altre zone dell'Africa, si incontra su scala limitata nel nord dell'Australia e, in pochi esemplari, nel sud della Florida.

## Proprietà
La graviola contiene una buona percentuale (circa il 20%) di zuccheri, una discreta dose di proteine ed è ricca di vitamina C.
Negli ultimi anni è stato ipotizzato che il suo consumo sarebbe di aiuto a combattere il cancro: i risultati delle ricerche non sono al momento definitivi pur avendo riscontrato una riduzione del potenziale metastatico per alcuni tipi di neoplasia.
Studi recenti sembrano invece correlare il consumo di graviole con forme atipiche del morbo di Parkinson dovute all'alta concentrazione di annonacina presente nei suoi frutti, che risulta 100 volte maggiore di quella presente nelle foglie dell'albero con le quali in varie zone del continente americano si prepara il tè. Uno studio del 2005 ha stimato che il consumo di un frutto o di un barattolo di succo al giorno per un anno sarebbe equivalente all'assunzione di una quantità di annonacina sufficiente a indurre danni cerebrali nel ratto da laboratorio. Uno studio del 2007 su 160 pazienti della Guadalupa ha dimostrato che forti consumatori del frutto sviluppavano più spesso forme particolari di parkinsonismo.

## Consumo
Il frutto maturo si consuma tagliato a metà e mangiato con il cucchiaino oppure frullato. In Colombia viene frullato con l'aggiunta di latte freddo.
Deperibile e di breve conservazione, la graviola va consumata appena giunta a maturazione.